# Let's Get It On (nummer)
"Let's Get It On" is een nummer van de Amerikaanse zanger Marvin Gaye. Het nummer verscheen op zijn gelijknamige album uit 1973. Op 15 juni van dat jaar werd het nummer uitgebracht als de eerste single van het album.

## Achtergrond
"Let's Get It On" is geschreven door Gaye in samenwerking met producer Ed Townsend. Toen Townsend, een onlangs afgekickte alcoholist, met het idee voor het nummer kwam, had het een religieus thema. Kenneth Stover, een vertrouweling van Gaye, veranderde een aantal woorden zodat het nummer een meer politieke lading kreeg, en in deze versie werd het opgenomen door Gaye. Townsend protesteerde hiertegen, omdat het geen politiek nummer zou zijn, maar een nummer toegewijd aan liefde en seks. Gaye en Townsend schreven vervolgens een nieuwe tekst bij het nummer en gebruikten de instrumentatie zoals deze al was opgenomen. Voor de achtergrondzang is er gebruik gemaakt van een meersporenopname. Het funky gitaararrangement, ingespeeld door The Funk Brothers, is het belangrijkste kenmerk van het nummer.
Later op het album verschijnt een reprise van "Let's Get It On", getiteld "Keep Gettin' It On", welke diende als vervolg op dit nummer. Tijdens de opname van de titeltrack raakte Gaye geïnspireerd om oudere opnames te gebruiken, welke uiteindelijk de rest van het album zouden vormen. Tijdens de opnamen van het nummer en het album raakte Gaye bevriend met de familie van jazzgitarist Slim Gaillard en werd hij verliefd op zijn dochter Janis Hunter. Binnen enkele maanden begonnen zij een relatie en in 1977 trouwden zij. Zij kregen twee kinderen en scheidden in 1981.
"Let's Get It On" werd een van de meest succesvolle singles van Gaye en bereikte de eerste plaats in de Amerikaanse Billboard Hot 100, waar het twee weken bleef staan. In de Billboard Soul Singles-lijst bleef het nummer acht weken op de bovenste plaats staan. Het was destijds de best verkochte single van de platenmaatschappij Motown met meer dan drie miljoen verkopen tussen 1973 en 1975. In 2001 werd de oorspronkelijke demoversie van het nummer met tekst van Kenneth Stover uitgebracht op de heruitgave van het album Let's Get It On. In 2005 werd tevens een remix uitgebracht onder de titel "The Producers Mix", wat een kleine hit werd in de R&B-lijsten met een 94e plaats als hoogste notering. In 2004 zette het tijdschrift Rolling Stone het nummer op plaats 167 in hun lijst The 500 Greatest Songs of All Time; in de update uit 2010 zakte het nummer een positie.

## NPO Radio 2 Top 2000
| Nummer met noteringen in de NPO Radio 2 Top 2000 | '15  | '16  | '17  | '18  | '19  | '20  | '21  |
| ------------------------------------------------ | ---- | ---- | ---- | ---- | ---- | ---- | ---- |
| Let's Get It On                                  | 1184 | 1193 | 1062 | 1209 | 1996 | 1798 | 1978 |

1. ↑  Een vetgedrukt getal geeft de hoogste notering aan.
2. ↑  2015 was het eerste jaar met een notering voor dit nummer.
3. ↑  Deze tabel is bijgewerkt tot en met de laatste editie (2024).